# Чиф-петті офіцер

Знак розрізнення чиф-петті офіцера ІІ-го класу (OR-8) Канадських ВМС

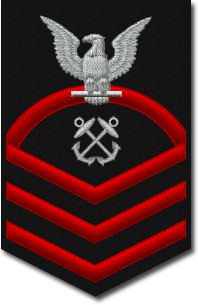
Нашивка чиф-петті-офіцера військово-морських сил США та Берегової охорони

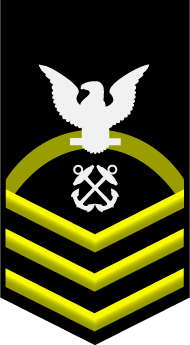
Нашивка чиф-петті-офіцера ВМС США з золотими шевронами та стрічкою за бездоганну 12-річну службу на флоті

Чиф-пе́тті о́фіцер (англ. Chief Petty Officer) (CPO) — військове звання петті-офіцерів зі складу військово-морських сил США Збройних сил країни та Королівських військово-морських флотах Великої Британії й Канади.

## Чиф-петті офіцер у ЗС США
У Військово-морських силах та Береговій охороні США це звання відноситься до сьомого ступеня військової ієрархії (E-7), нижче за військове звання старший чиф-петті офіцер та вище за військове звання петті-офіцер I класу.
Вперше звання чиф-петті офіцера засноване 1 квітня 1893 року на флоті й 18 травня 1920 року Конгрес США авторизував заснування такого рангу у Береговій охороні країни.

### Знаки розрізнення
Знаком розрізнення для чиф-петті-офіцера є нарукавна нашивка з орлом, який розміщений вище емблеми фахівця флоту та трьох стрічок-шевронів, кути верхнього шеврону з'єднуються стрічкою-дужкою. На білих мундирах, орел, емблеми фахівця і шеврони темно-синього кольору. На темно-синій (чорній) формі, орел і емблеми фахівця білі, і шеврони червоного кольору. Якщо чиф-петті-офіцер прослужив у військово-морському флоті 12 років й більше й має відмінну поведінку, то на нарукавній нашивці він носить золоті шеврони та стрічку. Берегова охорона не використовує золоті шеврони.
На робочій формі одягу, а також на камуфльованій формі ВМС, відсутні емблеми фахівця та знаки розрізнення приглушених тонів без кольорових відтинків.